# Morgan County, Missouri
Morgan County är ett administrativt område i delstaten Missouri, USA, med 20 565 invånare. Den administrativa huvudorten (county seat) är Versailles.

## Geografi
Enligt United States Census Bureau så har countyt en total area på 1 590 km². 1 547 km² av den arean är land och 43 km² är vatten.    

### Angränsande countyn
- Cooper County - norr
- Moniteau County - nordost
- Miller County - sydost
- Camden County - söder
- Benton County - väst
- Pettis County - nordväst